# 高橋典
高橋 典（たかはし ただし、1928年 - 1984年4月）は、日本の映画監督、CMディレクターである。日本映画監督協会会員で、後に同物故会員。コマーシャルフィルムの代表作は『雨と子犬』（1981年）。細かいカットで構成する作風から「カットの典」と呼ばれた。

## 人物・来歴
1928年（昭和3年）に生まれる。
第二次世界大戦後、日本大学藝術学部に進学、同学卒業後は、フリーランスの助監督として、おもに東宝、新東宝で活動する。1958年（昭和33年）には、石原慎太郎が原作・脚本を書き、監督を手がけた『若い獣』（同年7月12日公開）で石原の助監督を務め、1960年（昭和35年）9月8日に公開された『トップ屋を殺せ』（製作富士映画、配給新東宝）では、石原の脚本を得て、監督としてデビューしている。1961年（昭和36年）8月31日、新東宝は倒産、大蔵貢が富士映画を改組して大蔵映画を設立した後、大蔵が製作、1962年（昭和37年）4月7日に公開した『太平洋戦争と姫ゆり部隊』（監督小森白）では、小森のもとでチーフ助監督を務めている。新東宝の興行部門が独立した新東宝興業（現在の新東宝映画）が製作、1963年（昭和38年）6月22日に公開した長篇記録映画『日本残酷物語』では、石川甫・大山勝美と共同で構成を担当、中川信夫・小森白と共同で監督を務めている。同作は、日本各地の奇習や風俗を取材したものであった。
その後はCMディレクターに転向、とりわけ、同じく映画界から転向した撮影技師の池田傳一とのタッグは「典傳コンビ」と呼ばれた。1977年（昭和52年）に発表したデンカ・ハードロックのコマーシャルフィルム『空中ダンプ』ではACC賞を受賞し、現在ではCM殿堂入りしている。1981年（昭和56年）に発表したサントリー・トリスのコマーシャルフィルム『雨と子犬』では、撮影技師に宮川一夫、照明技師に佐野武治といった名匠とともに演出を手がけ、カンヌ国際広告映画祭金賞、ACCグランプリ、ADC賞、TCC特別賞を受賞した。コマーシャルフィルムの歴史においては、映画界から来た演出家として、市川崑・大林宣彦とならぶ評価を受けている。
1984年（昭和59年）4月、死去した。

## フィルモグラフィ

### 映画
監督・構成・助監督等のクレジットについては、公開年月日の右側に付した。国立映画アーカイブなどの所蔵状況についても記す。
- 『若い獣』 : 監督・原作・脚本石原慎太郎、製作・配給東宝、1958年7月12日公開 - 助監督
- 『私は貝になりたい』 : 監督・脚本橋本忍、製作・配給東宝、1959年4月12日公開 - 助監督
- 『トップ屋を殺せ』 : 脚本石原慎太郎、製作富士映画、配給新東宝、1960年9月8日公開 - 監督（デビュー作）
- 『太平洋戦争と姫ゆり部隊』 : 監督小森白、製作・配給大蔵映画、1962年4月7日公開 - 助監督、133分の上映用プリントをNFC所蔵[3]
- 『日本残酷物語』 : 製作・配給新東宝興業、長篇記録映画、1963年6月22日公開 - 石川甫・大山勝美と共同で構成/中川信夫・小森白と共同で監督、100分の上映用プリントをNFC所蔵[3]
- 『はだかの王様』 : 脚色寺山修司、製作日生劇場映画部、1965年発表 - 監督

### コマーシャルフィルム
おもな演出の一覧である。
- 『王貞治 スライディング』、大正製薬・リポビタンD、1965年
- 『空中ダンプ』、デンカ・ハードロック、1977年
- 『雨と子犬』、サントリー・トリス、撮影宮川一夫、1981年
- 『わんぱくでもいい たくましく育ってほしい』、丸大ハム